# 緑橋駅
緑橋駅（みどりばしえき）は、大阪府大阪市東成区東中本一丁目にある、大阪市高速電気軌道 (Osaka Metro) の駅。中央線と今里筋線の2路線が乗り入れる。駅番号は中央線がC20、今里筋線がI20。

## 歴史
- 1968年（昭和43年）7月29日：中央線（開業当初は「高速電気軌道4号線」）の森ノ宮 - 深江橋間延伸時に開業。
- 2006年（平成18年）12月24日：今里筋線（高速電気軌道8号線）が開業。乗換駅となる。
- 2018年（平成30年）4月1日：大阪市交通局の民営化により、所属事業者・管轄が大阪市高速電気軌道 (Osaka Metro) に変更。
- 2024年（令和6年）8月1日：中央線ホームで可動式ホーム柵の運用を開始[1]。

## 駅構造
中央線・今里筋線とも島式ホーム1面2線の地下駅。改札口は中央線ホーム東西2ヵ所と、今里筋線ホーム側1ヵ所の合計3ヵ所。中央線ホーム西側の改札付近から今里筋線ホームへの連絡通路が延びている。今里筋線ホームから中央線ホームへ向かう連絡通路に動く歩道が設置されている。
当駅は、中央線部分が阿波座管区駅に所属し、駅長が配置されている。また、当駅および深江橋駅を管轄している。今里筋線部分は、清水管区駅に所属し、鴫野駅が管轄している。

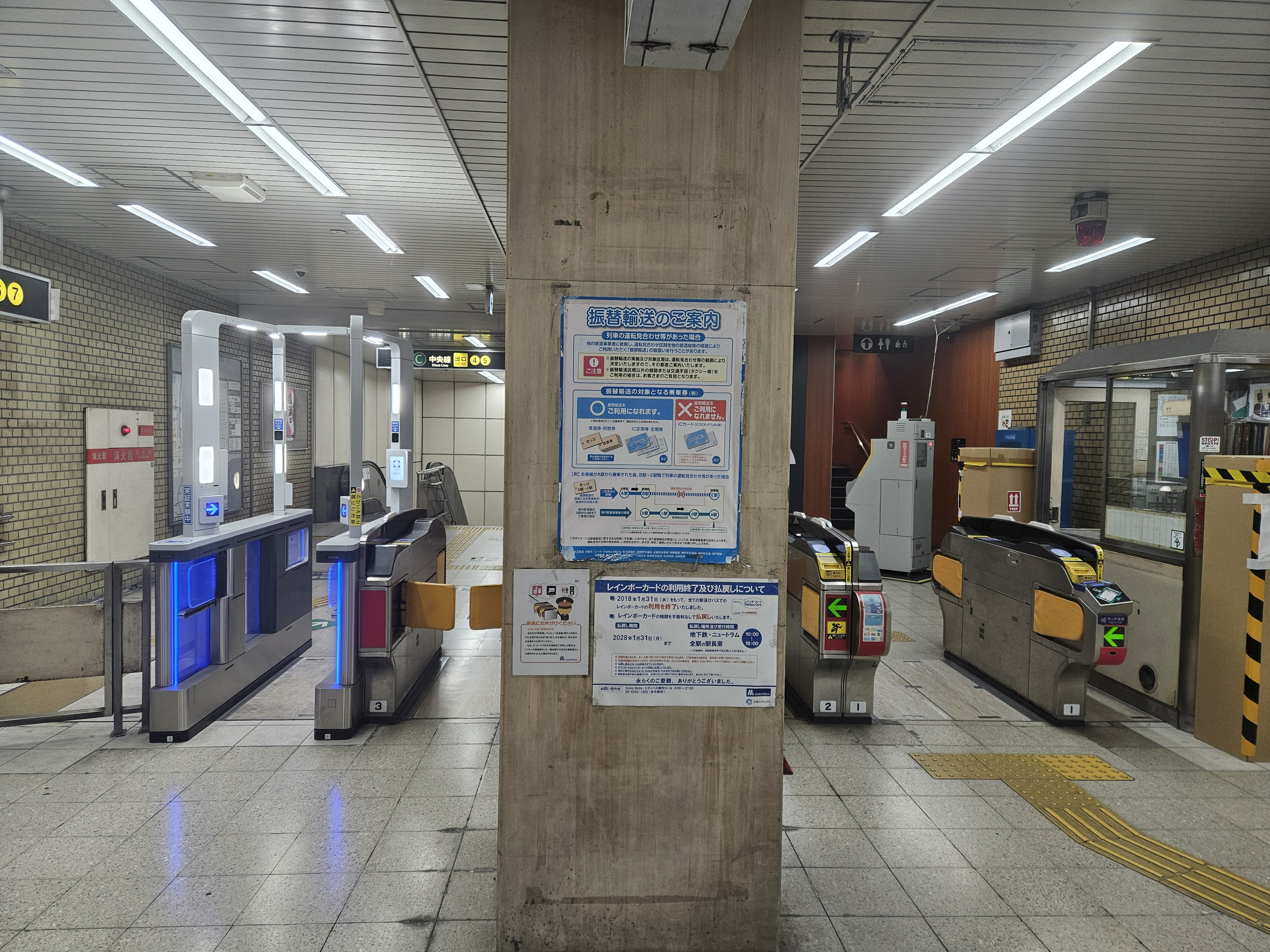
西改札（2025年2月）
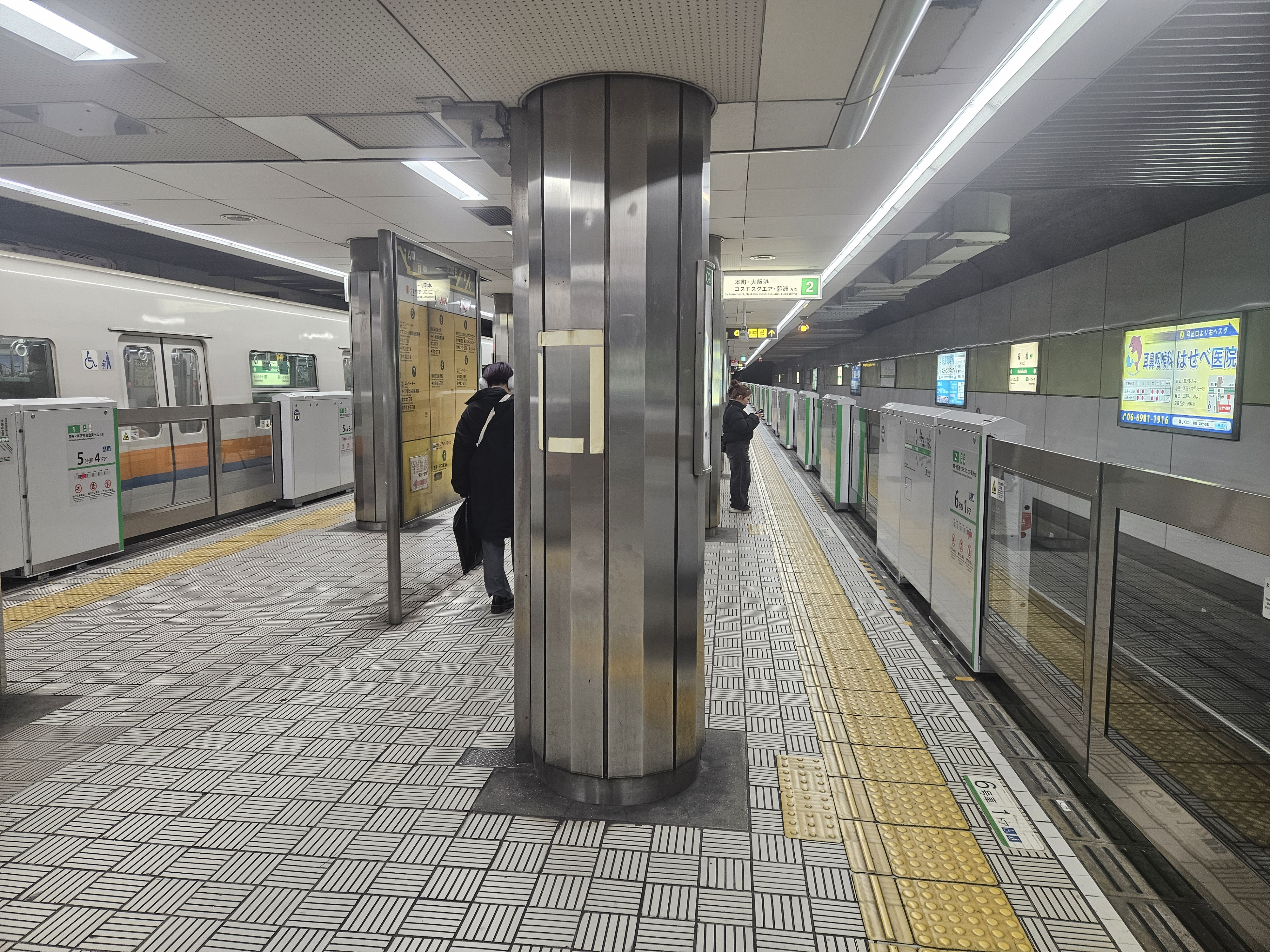
中央線ホーム（2025年2月）
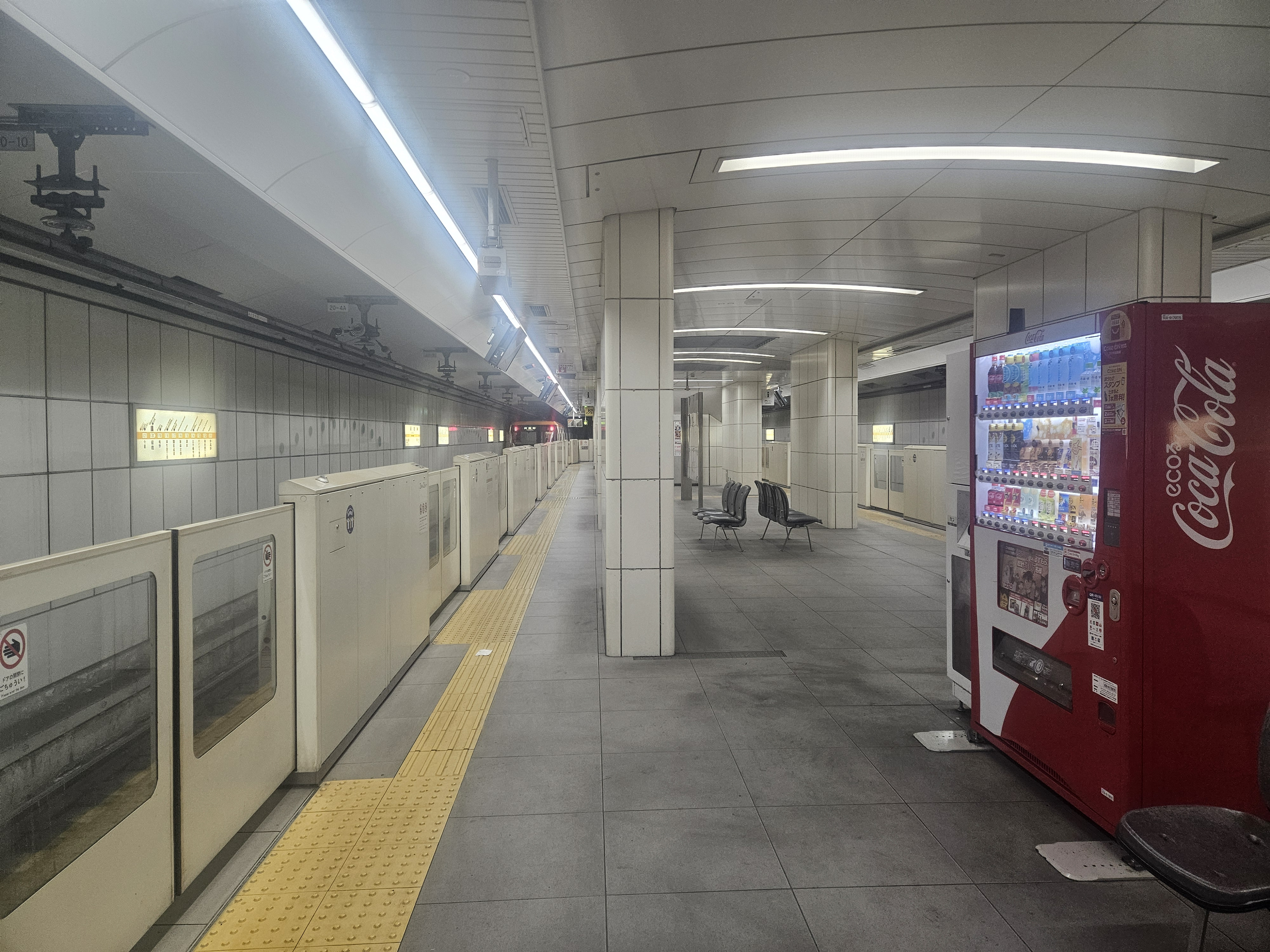
今里筋線ホーム（2025年2月）

### のりば
| 番線           | 路線         | 行先                             |
| 中央線ホーム   | 中央線ホーム | 中央線ホーム                     |
| -------------- | ------------ | -------------------------------- |
| 1              | 中央線       | 長田・生駒・学研奈良登美ヶ丘方面 |
| 2              | 中央線       | 本町・弁天町・大阪港・夢洲方面   |
| 今里筋線ホーム |              |                                  |
| 1              | 今里筋線     | 今里方面                         |
| 2              | 今里筋線     | 井高野方面                       |

### 出口
| 出口番号 | 出口周辺                                                    | 接続改札 | 最寄りの路線 | 備考             |
| -------- | ----------------------------------------------------------- | -------- | ------------ | ---------------- |
| 2        | ダイヤ蝶ビル連絡通路・シティバスのりば                      | 西改札   | 中央線       |                  |
| 3        |                                                             | 西改札   | 中央線       |                  |
| 4        | おとしよりすこやかセンター・東成スポーツセンター 東成プール | 東改札   | 中央線       |                  |
| 5        | シティバスのりば                                            | 東改札   | 中央線       |                  |
| 6        | アプリコット緑橋連絡通路                                    | 北改札   | 今里筋線     | エレベーターあり |
| 7        | ダイワ駅ビル連絡通路                                        | 北改札   | 今里筋線     | エレベーターあり |

## 利用状況
2024年11月12日の1日乗降人員は23,283人（乗車人員：11,894人、降車人員：11,389人）であり、中央線が乗り入れる駅では14駅中9位、今里筋線が乗り入れる駅では最も多い。
各年度の特定日における利用状況は下表の通りである。なお1969・1995年度の調査についてはそれぞれ1970・1996年に行われているが、会計年度上表中に記載の年度となる。
| 年度               | 調査日   | 乗車人員 | 降車人員 | 乗降人員 | 出典          | 出典          |
| 年度               | 調査日   | 乗車人員 | 降車人員 | 乗降人員 | メトロ        | 大阪府        |
| ------------------ | -------- | -------- | -------- | -------- | ------------- | ------------- |
| 1968年（昭和43年） | 11月12日 | 3,133    | 3,048    | 6,181    |               | [ 大阪府 1 ]  |
| 1969年（昭和44年） | 01月27日 | 7,220    | 7,556    | 14,776   |               | [ 大阪府 2 ]  |
| 1970年（昭和45年） | 11月06日 | 9,772    | 9,974    | 19,746   |               | [ 大阪府 3 ]  |
| 1972年（昭和47年） | 11月14日 | 9,913    | 9,658    | 19,571   |               | [ 大阪府 4 ]  |
| 1975年（昭和50年） | 11月07日 | 9,648    | 9,759    | 19,407   |               | [ 大阪府 5 ]  |
| 1977年（昭和52年） | 11月18日 | 9,836    | 9,732    | 19,568   |               | [ 大阪府 6 ]  |
| 1981年（昭和56年） | 11月10日 | 10,222   | 10,180   | 20,402   |               | [ 大阪府 7 ]  |
| 1985年（昭和60年） | 11月12日 | 10,364   | 10,007   | 20,371   |               | [ 大阪府 8 ]  |
| 1987年（昭和62年） | 11月10日 | 11,591   | 11,216   | 22,807   |               | [ 大阪府 9 ]  |
| 1990年（平成02年） | 11月06日 | 11,345   | 11,054   | 22,399   |               | [ 大阪府 10 ] |
| 1995年（平成07年） | 02月15日 | 10,260   | 9,957    | 20,217   |               | [ 大阪府 11 ] |
| 1998年（平成10年） | 11月10日 | 10,031   | 10,176   | 20,207   |               | [ 大阪府 12 ] |
| 2007年（平成19年） | 11月13日 | 9,730    | 9,309    | 19,039   |               | [ 大阪府 13 ] |
| 2008年（平成20年） | 11月11日 | 9,803    | 9,382    | 19,185   |               | [ 大阪府 14 ] |
| 2009年（平成21年） | 11月10日 | 10,029   | 9,679    | 19,708   |               | [ 大阪府 15 ] |
| 2010年（平成22年） | 11月09日 | 9,644    | 9,277    | 18,921   |               | [ 大阪府 16 ] |
| 2011年（平成23年） | 11月08日 | 9,904    | 9,701    | 19,605   |               | [ 大阪府 17 ] |
| 2012年（平成24年） | 11月13日 | 9,912    | 9,619    | 19,531   |               | [ 大阪府 18 ] |
| 2013年（平成25年） | 11月19日 | 9,800    | 9,435    | 19,235   | [ メトロ 1 ]  | [ 大阪府 19 ] |
| 2014年（平成26年） | 11月11日 | 9,879    | 9,553    | 19,432   | [ メトロ 2 ]  | [ 大阪府 20 ] |
| 2015年（平成27年） | 11月17日 | 10,455   | 10,142   | 20,597   | [ メトロ 3 ]  | [ 大阪府 21 ] |
| 2016年（平成28年） | 11月08日 | 10,502   | 10,063   | 20,565   | [ メトロ 4 ]  | [ 大阪府 22 ] |
| 2017年（平成29年） | 11月14日 | 11,201   | 10,781   | 21,982   | [ メトロ 5 ]  | [ 大阪府 23 ] |
| 2018年（平成30年） | 11月13日 | 11,190   | 10,621   | 21,811   | [ メトロ 6 ]  | [ 大阪府 24 ] |
| 2019年（令和元年） | 11月12日 | 11,716   | 10,984   | 22,700   | [ メトロ 7 ]  | [ 大阪府 25 ] |
| 2020年（令和02年） | 11月10日 | 10,542   | 9,910    | 20,452   | [ メトロ 8 ]  | [ 大阪府 26 ] |
| 2021年（令和03年） | 11月16日 | 10,461   | 10,121   | 20,582   | [ メトロ 9 ]  | [ 大阪府 27 ] |
| 2022年（令和04年） | 11月15日 | 10,809   | 10,408   | 21,217   | [ メトロ 10 ] | [ 大阪府 28 ] |
| 2023年（令和05年） | 11月07日 | 11,246   | 10,755   | 22,001   | [ メトロ 11 ] | [ 大阪府 29 ] |
| 2024年（令和06年） | 11月12日 | 11,894   | 11,389   | 23,283   | [ メトロ 12 ] |               |

## 駅周辺
旧跡・公園・神社
- 千間川と緑橋碑 - 千間川暗渠化によって撤去された緑橋の跡地。
- 千間川みどり公園（千間川緑陰歩道）
- 千間川公園
- 神路公園
- 八王子神社
- 白山神社 - 大阪府天然記念物のイチョウ（樹齢400年以上）がある。
- 東本稲荷神社

学校
- 大阪市立本庄中学校
- 大阪市立東中本小学校
- 大阪市立中本小学校
- 大阪市立東中浜小学校
- 大阪市立中浜小学校
- 森ノ宮医療学園専門学校
- 中大阪朝鮮初級学校

商業施設など
- ジャパン 城東店
- ライフ 緑橋店
- コノミヤ 緑橋店
- 西友 緑橋店
- 中浜本町商店街
- 東中浜商店街
- 緑橋西商店街
- 緑橋商店街

その他
- 東成中本郵便局
- ボバース記念病院
- 阪神高速13号東大阪線

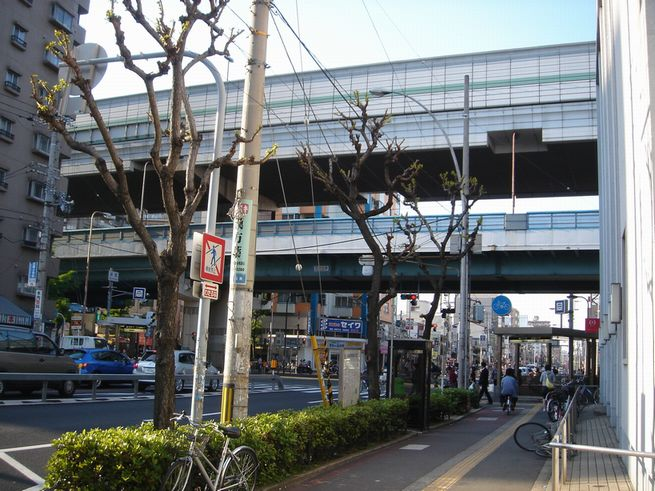
駅真上の緑橋交差点（2007年4月）
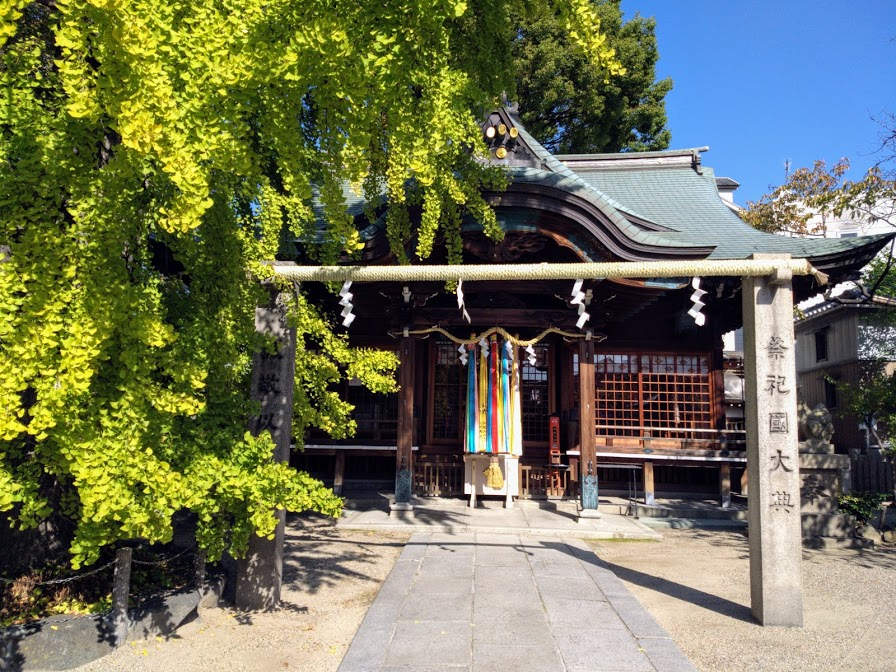
白山神社（社殿の左側に見えるのが大阪府指定天然記念物のイチョウ）

## バス路線
最寄停留所は地下鉄緑橋となる。以下の路線が乗り入れ、大阪シティバスにより運行されている。
- 35号系統：杭全/守口車庫前

## 隣の駅
大阪市高速電気軌道 (Osaka Metro)
 中央線
森ノ宮駅 (C19) - 緑橋駅 (C20) - 深江橋駅 (C21)
 今里筋線
鴫野駅 (I19) - 緑橋駅 (I20) - 今里駅 (I21)
- 括弧内は駅番号を示す。

## その他
緑橋交差点には、大阪市電森之宮緑橋線および大阪市営トロリーバスの緑橋停留所が、1957年4月1日から1970年6月14日まで存在していた。両路線は同時に開業し、南北に伸びるトロリーバスの乗客を、東西に走る市電が市の中心部に運ぶことが想定されていた。森之宮緑橋線は大阪市電最後の開業路線である。しかし、市電は1964年10月1日に廃止。地下鉄開業から1年11か月のみトロリーバスとの接続駅であった。

### 記事本文